# Monte Kent
El monte Kent es un monte de la isla Soledad, islas Malvinas. Se encuentra al norte del monte Challenger. En ella se libró la batalla del monte Kent durante la guerra de las Malvinas. En la actualidad la zona continúa minada.
Uno de los afluentes del río Murrell proviene del monte Kent. Además, el monte también tiene un impresionante río de piedra. Posee 458 m s. n. m. (1504 pies), siendo la cumbre más alta alrededor de Puerto Argentino/Stanley.

## Historia
El 29 de abril de 1982, la Agrupación Ejército «Malvinas» del Ejército Argentino dispuso la Compañía B del Regimiento de Infantería 12 (Equipo de Combate «Solari») como reserva para transportar en helicóptero a cualquier lugar del archipiélago. Asimismo, se estableció una base para helicópteros del Batallón de Aviación de Combate 601.